# We Bite Records
We Bite Records war ein von 1985 bis 2001 aktives Plattenlabel aus Pfullingen. Es war auf Hardcore-, später auch auf Hip-Hop-Bands spezialisiert.

## Geschichte
Gegründet wurde We Bite durch Thomas Issler, der 1985 während seines Zivildienstes begann, Platten zu produzieren. Zunächst wurden Titel des kalifornischen Labels Boner Records in Lizenz gepresst. Etwas später wurde We Bite in das Vertriebsnetz des Labels SPV aufgenommen. Neben Eigenproduktionen wurden auch weiterhin US-Bands in Lizenz vertrieben, so zum Beispiel Youth of Today oder Gorilla Biscuits, für die auch Tourneen organisiert wurden. Neben Tonträgern wurden auch Musikmagazine vertrieben. We Bite veröffentlichte anfänglich Musik verschiedener Genres, spezialisierten sich Ende der 1980er-Jahre aber auf Hardcore. Ab 1992 wurden wieder andere Musikstile in das Portfolio aufgenommen, unter anderem Hip-Hop. Am 18. März 2009 wurde das Unternehmen aus dem Handelsregister gelöscht. Thomas Issler ist mittlerweile als Trainer für Internet-Marketing tätig.

## Bands
Von We Bite produzierte Bands waren unter anderem:
- 25 Ta Life
- Dag Nasty
- Death in Action
- Dödelhaie
- Eisenvater
- Emils
- GBH
- Gorilla Biscuits
- Government Issue
- Idiots
- Jingo de Lunch
- Ludichrist
- MDC
- Messiah
- Negazione
- Neglect
- Peter and the Test Tube Babies
- Rawside
- Schließmuskel
- SFA
- Slapshot
- Spermbirds
- Springtoifel
- The Accüsed
- The Idiots
- The Varukers
- Walter Elf
- Youth of Today

## Vertrieb
Für unter anderem folgende internationale Labels übernahm We Bite den Vertrieb in Deutschland:
- Boner Records
- BYO Records
- Captain Oi! Records
- SST Records
- Taang! Records